# Tilènquides
Els tilènquides (Tylenchida) Thorne, 1949, és un ordre de nematodes.

## Famílies
- Superfamília Criconematoidea
  - Criconematidae
  - Tylenchulidae
- Superfamília Tylenchoidea
  - Anguinidae
  - Belonolaimidae
  - Dolichodoridae
  - Ecphyadophoridae
  - Hoplolaimidae
  - Heteroderidae
  - Pratylenchidae
  - Tylenchidae
- Superfamília Sphaerularina
  - Allantonematidae
  - Fergusobiidae
  - Iotonchiidae
  - Parasitylenchidae
  - Sphaerulariidae